# Biserica ortodoxă română „Înălțarea Domnului” din Grebenaț
Biserica „Înălțarea Domnului” din Grebenaț (în sârbă Румунска православна црква Вазнесења Господњег у Гребенцу, cu alfabetul latin: Rumunska pravoslavna crkva Vaznesenja Gospodnjeg u Grebencu) este o biserică ortodoxă românească situată în satul Grebenaț din comuna Biserica Albă (Serbia), în districtul Banatul de Sud din provincia autonomă Voivodina. Ea aparține canonic Episcopiei Daciei Felix a Bisericii Ortodoxe Române și se află pe lista monumentelor culturale de importanță mare ale Republicii Serbia (ID nr. SK 1446). Este una dintre cele mai vechi biserici ortodoxe românești de pe teritoriul actual al Serbiei.

## Istoric
Satul Grebenaț din apropiere de Biserica Albă a fost atestat documentar pentru prima dată în secolul al XIV-lea (mai precis în 1341) sub numele de Gerbencz și a fost locuit inițial de sârbi. O populație românească s-a așezat aici în a doua jumătate a secolului al XVIII-lea, iar satul a devenit o așezare majoritar românească.
Biserica „Înălțarea Domnului” din Grebenaț a fost construită probabil în prima jumătate a secolului al XVIII-lea, înainte de 1769, când satul încă mai era locuit de sârbi. Unele surse menționează anul 1722 ca an al construcției. În anul 1795 au fost efectuate unele reparații, după care biserica a fost resfințită de episcopul Iosif Ioanovici (Josif Jovanović Šakabenta) al Vârșețului. Resfințirea bisericii este consemnată într-o inscripție în limba română cu caractere chirilice de pe o placă de lemn: „Intru Mărirea celui în trei ipostasuri și de o ființă Dumnezeiască, S-au sfințit biserica și prestolul acesta de a doua oară după răzmerița turcească ce au fost în anul 1788 în cinstea înălțării lui Hristos cu lucrarea de sfințenie a pravoslavnicului Episcop al Caransebeșului, Vârșețului, Lugojului și al Orșovei-Mehadiei Iosif Ioanovici Șacabent. Pe vremea Stăpânirei împăratului Ramului și Craiului celui hunguresc Domnului Francisccu al II în satul Milităresc Grebenaț în luna lui Ianuarie 30 anul 1795.”.
Parohia din satul Grebenaț a fost vizitată la 5 octombrie 1928 de episcopul Iosif Bădescu al Caransebeșului, care a fost întâmpinat cu fanfară la intrarea în localitate, a ținut o scurtă slujbă în biserică, alături de preoții Ștefan Balea și Adam Fiștea, și i-a îndemnat pe credincioși să păstreze credința ortodoxă, să iubească neamul românesc din care fac parte și să-și conserve obiceiurile și portul.
În 1946, după instaurarea regimului comunist, autoritățile guvernamentale iugoslave au confiscat și trecut în patrimoniul statului o suprafață de teren de 60 de iugăre de teren arabil care aparțineau bisericii din Grebenaț.
Aspectul bisericii s-a schimbat semnificativ în decursul timpului, dar, cu toate acestea, biserica din Grebenaț continuă să păstreze unele trăsături arhaice (precum bolta din lemn tencuită) caracteristice arhitecturii religioase din Câmpia Voivodinei, care se mai regăsesc astăzi în doar câteva biserici bănățene. În anul 1997 au fost efectuate unele lucrări de renovare, printre care tencuirea și văruirea pereților. Statul român a finanțat până în 1945 atât școala primară românească, cât și biserica românească din Grebenaț, în calitate de obiective culturale ale comunității românești din Serbia.
Biserica românească din Grebenaț a fost considerată monument cultural prin decizia nr. 01-158/6-75 din 9 aprilie 1975 a Institutului Provincial pentru Protecția Monumentelor Culturale din Novi Sad. În baza acestor decizii, a fost inclusă la 30 decembrie 1997 pe lista monumentelor culturale de importanță excepțională ale Republicii Serbia (ID nr. SK 1446). În apropierea bisericii sau încastrate în zidurile ei se află mai multe pietre de mormânt, care provin dintr-un cimitir mai vechi.
Parohia ortodoxă română „Înălțarea Domnului” din Grebenaț a fost decorată de președintele Klaus Iohannis al României în 18 iulie 2022 cu Ordinul Meritul Cultural în grad de Mare Ofițer, categoria G -„Cultele”, „cu prilejul împlinirii a 300 de ani de la zidire, pentru contribuția marcantă la păstrarea credinței ortodoxe, a limbii, spiritualității, culturii românești, a identității etnice a românilor din actuala Republică Serbia, precum și pentru merite notabile în aprofundarea legăturilor spiritual-culturale cu România”. Câteva zile mai târziu, în 20 iulie 2022, Biserica română din Grebenaț a fost vizitată de Ieronim Crețu, episcopul nou ales al Episcopiei Daciei Felix. Episcopul Ieronim a slujit acolo Sfânta Liturghie în duminica de 28 octombrie 2023, hirotonindu-l diacon pe teologul Gabriel Simionesei, care urma să fie numit preot al Parohiei „Sf. M. Mc. Dimitrie” din Sărcia, și binecuvântând la final o plachetă aniversară instalată în curtea parohiei, care conține un fragment din decretul prezidențial de acordare a Ordinului „Meritul Cultural”. În cadrul slujbei, Gheorghe Dinu, consulul general al României la Vârșeț, a înmânat comunității românilor din Grebenaț Ordinul „Meritul Cultural” în grad de Mare Ofițer acordat de președintele României.

## Arhitectură
Edificiul are o navă dreptunghiulară cu un naos nu prea adânc, o boltă din lemn, semiarcuită și tencuită, și un pridvor deschis și puțin adânc pe latura de vest, deasupra căruia se află un fronton în stil baroc și un turn clopotniță.

## Pictura bisericii
Iconostasul inițial a ars pe vremea turcilor și a fost refăcut de familia Busuioc din Berliște într-un stil mixt clasicist-baroc. Autorul picturii murale și al icoanelor de pe iconostas a fost considerat necunoscut în literatura de specialitate, dar o inscripție de pe icoana Maicii Domnului, amplasată pe tronul Născătoarei de Dumnezeu, menționează că a fost pictată în anul 1811. Analiza manierei de lucru a icoanei i-a determinat pe unii specialiști să considere că icoana a fost pictată de Simeon Jakšić, unul dintre membrii familiei de pictori Jakšić din Biserica Albă.
Toate icoanele au fost repictate în 1936, potrivit inscripției, inclusiv cele de pe tronul episcopal. Trei icoane mai vechi, care datează din 1764 și încă mai sunt păstrate în biserică: o icoană a Sfintei Treimi (copie a unei icoane de la Mănăstirea Zografu, realizată în ulei pe lemn, cu o inscripție în limba română, cu caractere latine) și două icoane baroce (Maica Domnului și Sf. Arhanghel Gavriil), au fost restaurate în anul 1976. Pe iconostasul vechi al bisericii există o icoană a Bunei Vestiri ce datează din secolul al XVIII-lea.

## Legături externe
- „Румунска Православна црква Вазнесења Господњег (Rumunska Pravoslavna crkva Vaznesenja Gospodnjeg, Grebenac)”. spomenicikulture.mi.sanu.ac.rs (în sârbă). Academia Sârbă de Științe și Arte. Accesat în 25 aprilie 2017.